# Stad-Utrechts
Het Stad-Utrechts, Uterechs, Utregs of Uteregs is het stadsdialect gesproken door de autochtone "volksklasse" van de stad Utrecht in enge zin. Het behoort tot het Utrechts-Alblasserwaards, een oostelijke variant van het Hollands.

## Omschrijving
Het dialect deelt de hoofdkenmerken van de volkstaal uit het omringende platteland:
- t-deletie (Uterech, maar: "Ik gaot naor Utreg"),
- een verwijding van a naar â (mân voor "man") en
- een verdonkering van aa naar ao (maon voor "maan").
- Als typisch voor het Stad-Utrechts wordt wel de verkleuring van e naar a genoemd ('eên' wordt bijvoorbeeld als 'eean' - met een zeer korte a - gezegd en 'tiên' als 'tiean', ook met een zeer korte a).
- Speciaal is ook de "zachte g", die duidelijk anders is dan de zuidelijke "zachte g".
- Verkleinwoordjes eindigen op -ie, -chie, -echie, -jie, -sjie, -tsjie, -pie en -kie: stadsjie (stadje), jochie (jongen [jong mens], in het Uterechs ook gezegd tegen een mesjie, hoewel er dikwijls wijfie - niet uitspreken als waaijfie - gebruikt wordt),
- jochie is ook een term waar adolescente en volwassen Utrechters elkaar vriendschappelijk mee aanspreken.
- Ouderen, ongeveer vanaf de middelbare leeftijd, zeggen ougie (oudje) tegen elkaar, al even vriendschappelijk.
- (Bij)zinnen worden met enige regelmaat begonnen of afgesloten met het tussenwerpsel waor (nietwaar?).
- Soms komt het voor dat Utrechters zwakke werkwoorden sterk verbuigen: "Ik heb m'n straotsjie gevogen", of een spontane klinkerverandering invoeren: "ik ben gescheje", wat "ik ben gescheiden" betekent.
- Als een Utrechter netjes probeert te praten worden er hypercorrecte t's toegevoegd: "natuurlijk, dat doet ik even".

Verder is het Stad-Utrechts lexicaal gekleurd als stadsdialect. Zo kent het een aantal Bargoense woorden. Er is tevens een traditie van "humoristisch schelden" in het Utrechts met soms goedmoedige scheldwoorden. Naast schelden met een humoristische ondertoon zijn meer algemene termen zoals dákhaos (kat, ontstaan na 1940) bekend in het stadsdialect. Ook bekend zijn de hâlve zoal en âchtelijke glâdioal. Over een agent van politie sprekend zegt een Utrechter vaak wout en noemt zodoende het politiebureau woutenkit.
In de stad Utrecht wordt het dialect duidelijk door minder mensen gesproken dan op het omringende platteland. Het Stad-Utrechts wordt in hoge mate met de minst opgeleide bevolkingslaag geassocieerd. Al in zijn Dialecticon van 1874 neemt Johan Winkler twee vertalingen van de Gelijkenis van de Verloren Zoon op; een is er in gewoon Utrechts en een in "de platste spraak van de laagste klasse des volks". In de twintigste eeuw kwam het Utrechts in de mode bij cabaretiers als Tineke Schouten, Hennie Oliemuller en Herman Berkien - en ook zij gebruikten het Utrechts steeds door de mond van volkse stadgenoten, wat het imago van het dialect bevestigt. In 1996 verscheen het boekje "De vollekstaol van de stad Uterech" van B.J. Martens van Vliet en H. Scholtmeijer dat sindsdien meermaals is herdrukt.
In vroeger tijden was het Utrechts veel oostelijker van karakter; onder druk van het machtige Hollandse zuiderkwartier is de taal in de loop der jaren verhollandst. Het staat vrijwel vast dat tot in de negentiende eeuw de ij nog in veel woorden als ie werd uitgesproken. De uitspraak van 'sch' was toen sj-, zoals tot voor kort nog op de Veluwe (de huidige uitspraak sjch- is daar nog een overblijfsel van). Nog in 1911 werd de vorm sjiete voor "schieten" opgetekend.
In de loop der tijd heeft het dialect veel terrein verloren, vanwege o.a. de sterke doorstroom van de stad en het volgen van voortgezet onderwijs door alle lagen van de bevolking. Vele authentieke Utrechters verhuizen, en andere mensen komen ervoor in de plaats. Toch zijn er enkele volksbuurten waar je het nog met regelmaat opvangt. Voorbeelden zijn Wijk C, de Amsterdamsestraatweg met het Ondiep, Abstede met de Sterrenwijk, de Gansstraat en omgeving, Westraven, Wittevrouwen met de omgeving van de Grift- en de Gildstraat, de Oudwijkerdwarsstraat met haar zijstraatjes en achterliggende buurtjes, en de beroemde Zeven Steegjes, langs het zuidelijke deel van de Oudegracht. Door de diaspora die de autochtone volksklasse heeft doorstaan, vindt men ook een respectievelijk aandeel van mensen in Nieuwegein, IJsselstein, Zeist, Maarssen en andere voorsteden en dorpen in de omgeving van Utrecht die stad-Utrechts spreken, of wier taal Utrechts gekleurd is.

## Bekende sprekers
In het cabaret en bij typetjes werd en wordt het gebruikt door:
- Bob van Balen (overleden maart 1999)
- Herman Berkien (overleden 2005)
- Frans van Dusschoten (als Piet de Pad)
- Harrie Jekkers
- Rijk de Gooyer (onder andere Foutje, bedankt!)
- Jeroen van Merwijk
- Hennie Oliemuller (overleden 2000)
- Erik-Jan Rosendahl (als zijn alter ego Herman de Man)
- Tineke Schouten
- Wim Sonneveld (overleden 1974).
- Herman van Veen

## Muziek
In de popmuziek zijn de volgende hits in het Uterechs (geuzenspelling: Ut[e]regs) bekend:
- 'k Wis nie dajje kwaod wer van Pleps uit 1982
- alle hits van Tineke Schouten
- Waor is toch me caravan van Herman Berkien uit 1984.
- De bal van Jaap Fischer

Het eerste couplet van Utereg, me Stadsie van Herman Berkien:
Nederlands:
Utrecht, mijn stadje daar gebeurt van allerhand
't bruist aan alle kant, in 't hartje van 't land
de Sterrenwijk, 't Houtplein en 't Lange Rozendaal,
Utrecht, 't mooist van allemaal

Stad-Utrechts:
Uterech, me stadsjie daor gebeurt van allerhând
't bruis an alle kânt, in 't hartsjie van 't lând
't Sterrewijk, 't Houtplein en 't Lânge Roazedaol
Uterech, 't moais van allemaol